# School Punks
| Recensione | Giudizio |
| ---------- | -------- |
| AllMusic   | [ 1 ]    |

School Punks è il quarto album discografico del gruppo musicale rock statunitense Brownsville Station, pubblicato dall'etichetta discografica Big Tree Records nel luglio del 1974.

## Tracce
Lato A
1. Kings of the Party – 4:12 (Michael Lutz, Henry Weck, Cub Koda)
2. Mama Don't  Allow No Parkin' – 3:05 (Michael Lutz, Cub Koda)
3. Meet Me on the Fourth Floor – 2:54 (Michael Lutz, Cub Koda)
4. Fast Phyllis – 2:35 (Michael Lutz, Doug Morris, Cub Koda)
5. I Get So Excited – 2:54 (Eddy Grant, Derv Gordon)

Lato B
1. Ostritch – 2:52 (Michael Lutz, Cub Koda)
2. I Got It Bad for You – 2:35 (Michael Lutz, Cub Koda)
3. Hey Little Girl – 2:05 (Bobby Stevenson, Otis Blackwell)
4. I've Got Love If You Want It / I'm a King Bee – 4:14 (James Moore)
5. I'm the Leader of the Gang – 3:33 (Gary Glitter, Mike Leander)

## Formazione
- Cub Koda - voce, chitarra, armonica
- Michael Sam Lutz - voce, basso
- Henry H Bomb Weck - batteria, voce solista (brano: Hey Little Girl)

Note aggiuntive
- Morris-Stevens Productions - produttori
- Registrazioni effettuate al Media Sound Studios di New York City, New York (Stati Uniti)
- Michael (Mickey D.) Delugg - ingegnere delle registrazioni
- Melinda Bordelon - illustrazione copertina album
- Bob Defrin - art direction
- Al Nalli - management[4]

## Classifica
Album
| Anno | Classifica    | Posizione raggiunta |
| ---- | ------------- | ------------------- |
| 1974 | Billboard 200 | 170                 |

Singoli
| Anno | Titolo del brano           | Classifica        | Posizione raggiunta |
| ---- | -------------------------- | ----------------- | ------------------- |
| 1974 | Kings of the Party         | Billboard Hot 100 | 31                  |
| 1974 | I'm the Leader of the Gang | Billboard Hot 100 | 48                  |